# Guardia volontaria serba
La Guardia volontaria serba, in sigla SDG, (in serbo Српска добровољачка гарда?, Srpska dobrovoljačka garda) è stato un gruppo paramilitare di volontari fondato e guidato da Željko Ražnatović, durante le guerre jugoslave.
Il gruppo anche noto con l'appellativo di "Tigri" o "Tigri di Arkan" (serbo: Арканови Тигрови, Arkanovi Tigrovi), fu attivo nei combattimenti in Croazia (1991-1992) e Bosnia ed Erzegovina (1992-1995).

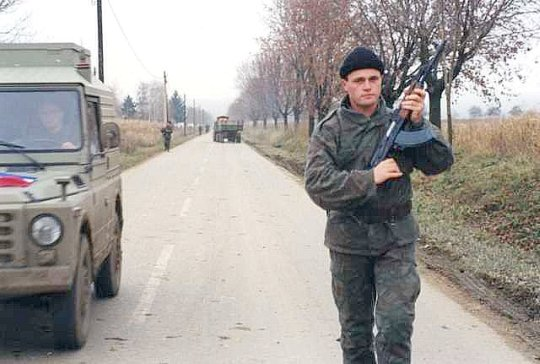
Paramilitare della SDG ad Erdut, 13 dicembre 1991

## Curiosità
Alcuni degli ex membri ora fanno parte di gruppi ultras molto violenti di varie squadre serbe, tra cui la Stella Rossa.

## Composizione etnica del gruppo
- Serbi: circa 9000
- Jugoslavi: circa 100
- Ex Sovietici: 611
- Italiani: 115
- Francesi: 87
- Tedeschi: 81
- Britannici: 69
- Portoghesi: 45
- Turchi: 41
- Greci: 32
- Spagnoli: 13
- Sudcoreani: 7
- Nordcoreani: 2
- Giapponesi: 1

## Membri famosi
- Borislav Pelević - candidato alla presidenza serba nei primi anni 2000
- Milorad Ulemek - comandante delle unità speciali JSO
- Zvezdan Jovanović - assassino del Primo ministro serbo Zoran Đinđić